# Live – From Chaos to Eternity
Live – From Chaos to Eternity es el segundo álbum en vivo del grupo italiano de power metal sinfónico Rhapsody of Fire.
Fue grabado durante la parte europea de su gira From Chaos to Eternity World Tour 2012, en los siguientes países y ciudades:
- España (Pamplona, Madrid, Barcelona)
- Francia (París, Burdeos)
- Bélgica (Mons)
- Suiza (Pratteln)
- Alemania (Aschaffenburg)
- Italia (Milán, Bolonia, Roma, Treviso)
- Austria (Viena)
- República Checa (Zlín)
- Polonia (Cracovia, Varsovia)

## Lista de canciones
| Disco 1 |                                                                                     |          |  |
| N.º     | Título                                                                              | Duración |  |
| 1.      | «Dark Mystic Vision» (de The Cold Embrace of Fear – A Dark Romantic Symphony, 2010) | 2:11     |  |
| 2.      | «Ad Infinitum» (de From Chaos to Eternity, 2011)                                    | 0:55     |  |
| 3.      | «From Chaos to Eternity» (de From Chaos to Eternity, 2011)                          | 6:28     |  |
| 4.      | «Triumph or Agony» (de Triumph or Agony, 2006)                                      | 5:05     |  |
| 5.      | «I Belong to the Stars» (de From Chaos to Eternity, 2011)                           | 4:50     |  |
| 6.      | «The Dark Secret» (de Symphony of Enchanted Lands II – The Dark Secret, 2004)       | 4:10     |  |
| 7.      | «Unholy Warcry» (de Symphony of Enchanted Lands II – The Dark Secret, 2004)         | 5:13     |  |
| 8.      | «Lost in Cold Dreams» (de The Frozen Tears of Angels, 2010)                         | 5:13     |  |
| 9.      | «Land of Immortals» (de Legendary Tales, 1997)                                      | 5:07     |  |
| 10.     | «Aeons of Raging Darkness» (de From Chaos to Eternity, 2011)                        | 5:45     |  |
| 11.     | «Dark Reign of Fire» (de Triumph or Agony, 2006)                                    | 2:37     |  |
| 12.     | «Drum Solo»                                                                         | 2:12     |  |
| 49:40   |                                                                                     |          |  |

| Disco 2 | |          |  |
| N.º     | Título | Duración |  |
| 1.      | «The March of the Swordmaster» (de Power of the Dragonflame, 2002)                                                                                  | 6:51     |  |
| 2.      | «Dawn of Victory» (de Dawn of Victory, 2000) | 5:14     |  |
| 3.      | «Toccata on Bass» | 3:11     |  |
| 4.      | «The Village of Dwarves» (de Dawn of Victory, 2000)                                                                                                 | 3:57     |  |
| 5.      | «The Magic of the Wizard's Dream» (de Symphony of Enchanted Lands II – The Dark Secret, 2004)                                                       | 4:31     |  |
| 6.      | «Holy Thunderforce» (de Dawn of Victory, 2000) | 4:29     |  |
| 7.      | «Reign of Terror» (de The Frozen Tears of Angels, 2010)                                                                                             | 6:56     |  |
| 8.      | «Knightrider of Doom» (de Power of the Dragonflame, 2002)                                                                                           | 5:14     |  |
| 9.      | «Epicus Furor» (de Symphony of Enchanted Lands, 1998)                                                                                               | 1:13     |  |
| 10.     | «Emerald Sword» (de Symphony of Enchanted Lands, 1998)                                                                                              | 6:10     |  |
| 11.     | «Erian's Lost Secrets» (de The Cold Embrace of Fear – A Dark Romantic Symphony, 2010)                                                               | 4:59     |  |
| 12.     | «The Splendour of Angels’ Glory (A Final Revelation)» (quinta parte de la suite Heroes of the Waterfalls’ Kingdom, de From Chaos to Eternity, 2011) | 4:10     |  |
| 56:48   | |          |  |

## Formatos
El álbum se publicó en una edición Digipak de dos CD, así como en una edición limitada de tres vinilos.

## Formación
Rhapsody of Fire
- Fabio Lione – voz
- Alex Staropoli – teclado, arreglo orquestal y diseño de sonido
- Roberto De Micheli – guitarra principal y guitarra rítmica
- Tom Hess – guitarra principal y guitarra rítmica
- Oliver Holzwarth – bajo
- Alex Holzwarth – batería

Producción
- Productor ejecutivo: Alex Staropoli
- Grabación en vivo: Sebastian "Basi" Roeder
- Mezclas: Sebastian "Basi" Roeder
- Masterización: Christoph Stickel

Otros
- Arte de la cubierta y composición del libreto: Felipe Machado Franco